# Boeing Commercial Airplanes
Boeing Commercial Airplanes (BCA) és una divisió de Boeing. A més de dissenyar, muntar, comercialitzar i vendre avions de passatgers amb motors de reacció i avions de negocis (Boeing Business Jets), ofereix serveis de manteniment i formació a clients d'arreu del món. Té la seva seu a Renton i disposa de més d'una dotzena d'instal·lacions d'enginyeria, fabricació i muntatge arreu dels Estats Units i altres països. Inclou els actius de la divisió Douglas Aircraft de l'antiga McDonnell Douglas Corporation, que es fusionà amb Boeing el 1997. A principis del 2020 tenia gairebé 65.000 treballadors.